# Écriture phagpa
Pour les articles homonymes, voir Phagspa.
L’écriture phagpa (tibétain : འཕགས་པ, Wylie : ’phags pa, THL : phagpa), parfois écrit phags-pa ou encore phasgpa en français (en écriture phagpa : ꡏꡡꡃ
ꡣꡡꡙ
ꡐꡜꡞ, translittération : mongxol tshi (signifiant écriture mongole), désignée parfois aussi comme l’écriture carrée) fut un alphasyllabaire créé par le lama tibétain du monastère de Sakya Drogön Chögyal Phagpa, gouverneur religieux et temporel du Tibet et religieux de l'ensemble de la Chine sous la Dynastie Yuan. Il fut mis en place au poste de dishi (帝师, dìshī), que certains traduisent par précepteur impérial par l’empereur Kubilai Khan au cours de la dynastie Yuan (XIIIe – XIVe siècles) en Chine. Elle fait partie des écritures mongoles et elle a la particularité d'avoir été utilisée comme écriture unifiée pour toutes les langues mongoles de l'Empire chinois de cette dynastie et permis par sa forme carrée de pouvoir être adaptée aux côtés des caractères chinois (hanzi), également carrés, notamment pour l'impression des billets de banque. Elle tomba en désuétude quand la dynastie Yuan fut renversée par la dynastie Ming. L’importante documentation à propos de son utilisation donne aux linguistes modernes de nombreux renseignements quant aux changements intervenus depuis dans les langues chinoises et d’autres langues asiatiques de cette période.

## Histoire

Le mot « Wiki » en caractères phagpas.

Comparaison entre l’écriture phagpa et l’alphabet hangeul.

Billet de banque de la dynastie Yuan, et sa matrice, mêlant phagpa et hanzi.

L’alphabet mongol, basé sur l’alphabet ouïghour, convient imparfaitement à la langue mongole, et pouvait dès lors être difficilement extensible à d’autres langues à la phonologie différente telles les langues chinoises. Dès lors, au cours de la dynastie Yuan (vers 1269), Kubilai Khan demanda à Phagpa de composer un nouvel alphabet pour l’ensemble de son empire. Phagpa le dériva de son écriture natale, l’alphasyllabaire tibétain (une écriture brahmique et gupta), pour être adaptée à la phonétique, en premier lieu du mongol, mais également du khitan du Jurchen et langues chinoises han, le but étant de permettre de faciliter les échanges entre ses différents peuples de l'Empire. Les 38 lettres créées ont été connues sous divers noms, comme p. ex., « écriture carrée » en raison de la forme, mais elles sont surtout connues de nos jours sous les noms d'alphabet « phagpa » ou « phags-pa ».
Malgré ses origines (le tibétain s'écrit horizontalement), l’écriture était verticale du haut vers le bas, suivant en cela les écritures mongoles précédentes.
L'adaptation à la langue mongole est terminé en 1268. Des premières écoles pour son apprentissage s'ouvre en 1269, et la promotion de l'apprentissage à l'école auprès des enfants des officiers chinois d'une probable adaptation aux langues chinoises, de cette écriture des langues mongoles commence en 1272. Enfin, en 1275 un département spécial est établie au sein du Hanlinyuan (chinois : 翰林院 ; pinyin : hànlínyuàn) afin de gérer cette écriture.
Cet alphabet ne fut pas largement accepté et tomba en désuétude avec la fin de la dynastie Yuan en 1368. Il fut cependant encore utilisé comme alphabet phonétique dans l'apprentissage de la langue chinoise par les Mongols.

### Origine supposée du hangeul coréen
L'orientaliste (sinologue, mongoliste, tibétologue et turcologue) français Jean-Pierre Abel-Rémusat dans son ouvrage « Recherches sur les langues tartares, ou Mémoires sur différents points de la grammaire et de la littérature des Mandchous, des Mongols, des Ouïgours et des Tibétains » en 1820 voit le tibétain comme une probable origine de l'écriture hangeul coréenne en y démontrant les ressemblances entre les formes et les sons de certains caractères. L'historien Gari Ledyard (en), spécialiste de l'histoire de la Corée, voit plutôt l'écriture phagpa comme l'une des sources possibles de l’alphabet hangeul.

## Archives
Les Documents officiels du Tibet datant de la Dynastie Yuan (1304 — 1367), dont une partie est en écriture phagpa, d'autres en alphasyllabaire tibétain, sont classés, depuis 2013, mémoire du monde par l'UNESCO.

## Unicode
Dans la perspective d’un encodage et d’une utilisation électronique, la norme Unicode à partir de la version 5.0 a attribué les codes U+A840 à U+A877 aux 56 caractères phagpa. 
| en fr  | 0 | 1 | 2 | 3 | 4 | 5 | 6 | 7 | 8 | 9 | A | B | C | D | E | F |
| ------ | - | - | - | - | - | - | - | - | - | - | - | - | - | - | - | - |
| U+A840 | ꡀ | ꡁ | ꡂ | ꡃ | ꡄ | ꡅ | ꡆ | ꡇ | ꡈ | ꡉ | ꡊ | ꡋ | ꡌ | ꡍ | ꡎ | ꡏ |
| U+A850 | ꡐ | ꡑ | ꡒ | ꡓ | ꡔ | ꡕ | ꡖ | ꡗ | ꡘ | ꡙ | ꡚ | ꡛ | ꡜ | ꡝ | ꡞ | ꡟ |
| U+A860 | ꡠ | ꡡ | ꡢ | ꡣ | ꡤ | ꡥ | ꡦ | ꡧ | ꡨ | ꡩ | ꡪ | ꡫ | ꡬ | ꡭ | ꡮ | ꡯ |
| U+A870 | ꡰ | ꡱ | ꡲ | ꡳ | ꡴ | ꡵ | ꡶ | ꡷ |   |   |   |   |   |   |   |   |

### Notes et références

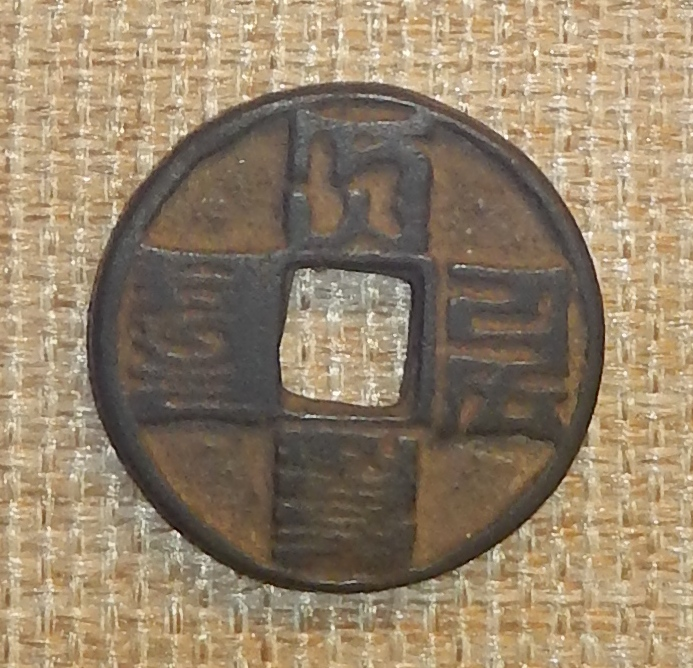
Pièce Tong bao de la dynastie Yuan, comprenant du Phags-pa